# الإنفلونزا الإسبانية: الساقطون المنسيون
الإنفلونزا الإسبانية: الساقطون المنسيون (بالإنجليزية: Spanish Flu: The Forgotten Fallen) هو مسلسل دراما تلفزيونية صدر عام 2009، عن محاولات الدكتور جيمس نيفين للتعامل مع وباء الإنفلونزا الإسباني، وهو وباء إنفلونزا انتشر في الفترة من 1918 إلى 1920، في مانشستر. تم تأليفه من قبل بيتر هارنيس وقام ببطولته بيل باترسون في دور نيفين، إلى جانب مارك جاتيس، كينيث كرانهام وشارلوت رايلي. تم بثه لأول مرة على قناة بي بي سي فور في 5 أغسطس 2009.

## القصة
مع عودة ملايين الجنود إلى ديارهم من الحرب العالمية الأولى، يبدأ مرض جديد في الانتشار في بريطانيا. في إطار التركيز على تفشي المرض في مانشستر، يكافح مسؤول الصحة جيمس نيفين لمكافحة الوباء في حين يفشل الجمهور، لأسباب مختلفة، في اتخاذ الإجراءات اللازمة.

## الشخصيات
- بيل باترسون في دور الدكتور جيمس نيفن
- مارك جاتيس في دور إيرنست دانكس
- شارلوت رايلي في دور بيجي ليتون
- كينيث كرانهام في دور إم جيه أولوفلين

## الاستقبال
تم بث المسلسل في وقت قريب من جائحة إنفلونزا الخنازير عام 2009، والتي أشارت العديد من المراجعات إلى توقيتها. وصف تيم تيمان من صحيفة التايمز بأنها "مسرحية ومكتوبة ببراعة". 

## روابط خارجية
- الإنفلونزا الإسبانية: الساقطون المنسيون  في قاعدة بيانات الأفلام على الإنترنت (بالإنجليزية)